# FIA-Langstrecken-Weltmeisterschaft 2015
Die Langstrecken-Weltmeisterschaft 2015 (offiziell 2015 FIA World Endurance Championship) war die vierte Saison der FIA-Langstrecken-Weltmeisterschaft (WEC). Die Saison umfasste acht Rennen. Sie begann am 12. April in Silverstone und endete am 21. November in as-Sachir.

## Teams und Fahrer
| Legende | Legende |
| --- | ------- |
| Meldung für die komplette Saison * In allen Wertungen punkteberechtigt                                                    |         |
| Zusätzliche Meldung * Nur die Fahrer sind punkteberechtigt                                                                |         |
| Dritte Meldung eines Herstellers * Nur die Fahrer sind punkteberechtigt * Hersteller nur in Le Mans LMP1-punkteberechtigt |         |
| Gaststarter * In keiner Wertung punkteberechtigt                                                                          |         |

### LMP1
| Team                  | Fahrzeug                | Motor                                 | Reifen | Nr. | Fahrer               | SIL | SPA | LMS | NÜR | AME | FUJ | SHA | BRN |
| --------------------- | ----------------------- | ------------------------------------- | ------ | --- | -------------------- | --- | --- | --- | --- | --- | --- | --- | --- |
| Toyota Racing         | Toyota TS040 Hybrid     | Toyota (Hybrid)                       | M      | 01  | Sébastien Buemi      | X   | X   | X   | X   | X   | X   | X   | X   |
| Toyota Racing         | Toyota TS040 Hybrid     | Toyota (Hybrid)                       | M      | 01  | Anthony Davidson     | X   | X   | X   | X   | X   | X   | X   | X   |
| Toyota Racing         | Toyota TS040 Hybrid     | Toyota (Hybrid)                       | M      | 01  | Kazuki Nakajima      | X   | X   | X   | X   | X   | X   | X   | X   |
| Toyota Racing         | Toyota TS040 Hybrid     | Toyota (Hybrid)                       | M      | 02  | Mike Conway          | X   | X   | X   | X   | X   | X   | X   | X   |
| Toyota Racing         | Toyota TS040 Hybrid     | Toyota (Hybrid)                       | M      | 02  | Stéphane Sarrazin    | X   | X   | X   | X   | X   | X   | X   | X   |
| Toyota Racing         | Toyota TS040 Hybrid     | Toyota (Hybrid)                       | M      | 02  | Alexander Wurz       | X   | X   | X   | X   | X   | X   | X   | X   |
| Team ByKolles         | CLM P1/01               | AER P60 Turbo V6                      | M      | 04  | Pierre Kaffer        |     |     | X   | X   | X   | X   | X   | X   |
| Team ByKolles         | CLM P1/01               | AER P60 Turbo V6                      | M      | 04  | Christian Klien      | X   | X   |     |     |     |     |     |     |
| Team ByKolles         | CLM P1/01               | AER P60 Turbo V6                      | M      | 04  | Vitantonio Liuzzi    | X   | X   |     |     |     |     |     |     |
| Team ByKolles         | CLM P1/01               | AER P60 Turbo V6                      | M      | 04  | Tiago Monteiro       |     |     | X   |     |     |     |     |     |
| Team ByKolles         | CLM P1/01               | AER P60 Turbo V6                      | M      | 04  | Simon Trummer        | X   | X   | X   | X   | X   | X   | X   | X   |
| Audi Sport Team Joest | Audi R18 e-tron quattro | Audi 4.0 L TDI V6 (Hybrid Diesel)     | M      | 07  | Marcel Fässler       | X   | X   | X   | X   | X   | X   | X   | X   |
| Audi Sport Team Joest | Audi R18 e-tron quattro | Audi 4.0 L TDI V6 (Hybrid Diesel)     | M      | 07  | André Lotterer       | X   | X   | X   | X   | X   | X   | X   | X   |
| Audi Sport Team Joest | Audi R18 e-tron quattro | Audi 4.0 L TDI V6 (Hybrid Diesel)     | M      | 07  | Benoît Tréluyer      | X   | X   | X   | X   | X   | X   | X   | X   |
| Audi Sport Team Joest | Audi R18 e-tron quattro | Audi 4.0 L TDI V6 (Hybrid Diesel)     | M      | 08  | Loïc Duval           | X   | X   | X   | X   | X   | X   | X   | X   |
| Audi Sport Team Joest | Audi R18 e-tron quattro | Audi 4.0 L TDI V6 (Hybrid Diesel)     | M      | 08  | Lucas di Grassi      | X   | X   | X   | X   | X   | X   | X   | X   |
| Audi Sport Team Joest | Audi R18 e-tron quattro | Audi 4.0 L TDI V6 (Hybrid Diesel)     | M      | 08  | Oliver Jarvis        | X   | X   | X   | X   | X   | X   | X   | X   |
| Audi Sport Team Joest | Audi R18 e-tron quattro | Audi 4.0 L TDI V6 (Hybrid Diesel)     | M      | 09  | Filipe Albuquerque   |     | X   | X   |     |     |     |     |     |
| Audi Sport Team Joest | Audi R18 e-tron quattro | Audi 4.0 L TDI V6 (Hybrid Diesel)     | M      | 09  | Marco Bonanomi       |     | X   | X   |     |     |     |     |     |
| Audi Sport Team Joest | Audi R18 e-tron quattro | Audi 4.0 L TDI V6 (Hybrid Diesel)     | M      | 09  | René Rast            |     | X   | X   |     |     |     |     |     |
| Rebellion Racing      | Rebellion R-One         | AER P60 Turbo V6                      | M      | 12  | Mathias Beche        |     |     | X   | X   | X   | X   | X   | X   |
| Rebellion Racing      | Rebellion R-One         | AER P60 Turbo V6                      | M      | 12  | Nick Heidfeld        |     |     | X   | X   | X   |     |     |     |
| Rebellion Racing      | Rebellion R-One         | AER P60 Turbo V6                      | M      | 12  | Nicolas Prost        |     |     | X   | X   | X   | X   | X   | X   |
| Rebellion Racing      | Rebellion R-One         | AER P60 Turbo V6                      | M      | 13  | Daniel Abt           |     |     | X   | X   | X   | X   |     |     |
| Rebellion Racing      | Rebellion R-One         | AER P60 Turbo V6                      | M      | 13  | Alexandre Imperatori |     |     | X   | X   | X   | X   | X   | X   |
| Rebellion Racing      | Rebellion R-One         | AER P60 Turbo V6                      | M      | 13  | Dominik Kraihamer    |     |     | X   | X   | X   | X   | X   | X   |
| Rebellion Racing      | Rebellion R-One         | AER P60 Turbo V6                      | M      | 13  | Mathéo Tuscher       |     |     |     |     |     |     | X   | X   |
| Porsche Team          | Porsche 919 Hybrid      | Porsche 2.0 L Turbo V4 (Hybrid)       | M      | 17  | Timo Bernhard        | X   | X   | X   | X   | X   | X   | X   | X   |
| Porsche Team          | Porsche 919 Hybrid      | Porsche 2.0 L Turbo V4 (Hybrid)       | M      | 17  | Brendon Hartley      | X   | X   | X   | X   | X   | X   | X   | X   |
| Porsche Team          | Porsche 919 Hybrid      | Porsche 2.0 L Turbo V4 (Hybrid)       | M      | 17  | Mark Webber          | X   | X   | X   | X   | X   | X   | X   | X   |
| Porsche Team          | Porsche 919 Hybrid      | Porsche 2.0 L Turbo V4 (Hybrid)       | M      | 18  | Romain Dumas         | X   | X   | X   | X   | X   | X   | X   | X   |
| Porsche Team          | Porsche 919 Hybrid      | Porsche 2.0 L Turbo V4 (Hybrid)       | M      | 18  | Neel Jani            | X   | X   | X   | X   | X   | X   | X   | X   |
| Porsche Team          | Porsche 919 Hybrid      | Porsche 2.0 L Turbo V4 (Hybrid)       | M      | 18  | Marc Lieb            | X   | X   | X   | X   | X   | X   | X   | X   |
| Porsche Team          | Porsche 919 Hybrid      | Porsche 2.0 L Turbo V4 (Hybrid)       | M      | 19  | Earl Bamber          |     | X   | X   |     |     |     |     |     |
| Porsche Team          | Porsche 919 Hybrid      | Porsche 2.0 L Turbo V4 (Hybrid)       | M      | 19  | Nico Hülkenberg      |     | X   | X   |     |     |     |     |     |
| Porsche Team          | Porsche 919 Hybrid      | Porsche 2.0 L Turbo V4 (Hybrid)       | M      | 19  | Nick Tandy           |     | X   | X   |     |     |     |     |     |
| Nissan Motorsports    | Nissan GT-R LM Nismo    | Nissan VRX30A 3.0 L Turbo V6 (Hybrid) | M      | 21  | Tsugio Matsuda       |     |     | X   |     |     |     |     |     |
| Nissan Motorsports    | Nissan GT-R LM Nismo    | Nissan VRX30A 3.0 L Turbo V6 (Hybrid) | M      | 21  | Lucas Ordoñez        |     |     | X   |     |     |     |     |     |
| Nissan Motorsports    | Nissan GT-R LM Nismo    | Nissan VRX30A 3.0 L Turbo V6 (Hybrid) | M      | 21  | Mark Schulschizki    |     |     | X   |     |     |     |     |     |
| Nissan Motorsports    | Nissan GT-R LM Nismo    | Nissan VRX30A 3.0 L Turbo V6 (Hybrid) | M      | 22  | Alex Buncombe        |     |     | X   |     |     |     |     |     |
| Nissan Motorsports    | Nissan GT-R LM Nismo    | Nissan VRX30A 3.0 L Turbo V6 (Hybrid) | M      | 22  | Michael Krumm        |     |     | X   |     |     |     |     |     |
| Nissan Motorsports    | Nissan GT-R LM Nismo    | Nissan VRX30A 3.0 L Turbo V6 (Hybrid) | M      | 22  | Harry Tincknell      |     |     | X   |     |     |     |     |     |
| Nissan Motorsports    | Nissan GT-R LM Nismo    | Nissan VRX30A 3.0 L Turbo V6 (Hybrid) | M      | 23  | Max Chilton          |     |     | X   |     |     |     |     |     |
| Nissan Motorsports    | Nissan GT-R LM Nismo    | Nissan VRX30A 3.0 L Turbo V6 (Hybrid) | M      | 23  | Jann Mardenborough   |     |     | X   |     |     |     |     |     |
| Nissan Motorsports    | Nissan GT-R LM Nismo    | Nissan VRX30A 3.0 L Turbo V6 (Hybrid) | M      | 23  | Olivier Pla          |     |     | X   |     |     |     |     |     |

### LMP2
| Team                      | Fahrzeug                 | Motor                      | Reifen | Nr. | Fahrer                   | SIL | SPA | LMS | NÜR | AME | FUJ | SHA | BRN |
| ------------------------- | ------------------------ | -------------------------- | ------ | --- | ------------------------ | --- | --- | --- | --- | --- | --- | --- | --- |
| G-Drive Racing            | Ligier JS P2             | Nissan VK45DE 4.5L V8      | D      | 26  | Sam Bird                 | X   | X   | X   | X   | X   | X   | X   | X   |
| G-Drive Racing            | Ligier JS P2             | Nissan VK45DE 4.5L V8      | D      | 26  | Julien Canal             | X   | X   | X   | X   | X   | X   | X   | X   |
| G-Drive Racing            | Ligier JS P2             | Nissan VK45DE 4.5L V8      | D      | 26  | Roman Russinow           | X   | X   | X   | X   | X   | X   | X   | X   |
| G-Drive Racing            | Ligier JS P2             | Nissan VK45DE 4.5L V8      | D      | 28  | Pipo Derani              | X   | X   | X   | X   | X   | X   | X   | X   |
| G-Drive Racing            | Ligier JS P2             | Nissan VK45DE 4.5L V8      | D      | 28  | Ricardo González         | X   | X   | X   | X   | X   | X   | X   | X   |
| G-Drive Racing            | Ligier JS P2             | Nissan VK45DE 4.5L V8      | D      | 28  | Gustavo Yacamán          | X   | X   | X   | X   | X   | X   | X   | X   |
| OAK Racing                | Ligier JS P2             | Nissan VK45DE 4.5L V8      | D      | 34  | Christopher Cumming      |     |     | X   |     |     |     |     |     |
| OAK Racing                | Ligier JS P2             | Nissan VK45DE 4.5L V8      | D      | 34  | Kévin Estre              |     |     | X   |     |     |     |     |     |
| OAK Racing                | Ligier JS P2             | Nissan VK45DE 4.5L V8      | D      | 34  | Laurens Vanthoor         |     |     | X   |     |     |     |     |     |
| OAK Racing                | Ligier JS P2             | Nissan VK45DE 4.5L V8      | D      | 35  | Érik Maris               | X   | X   | X   |     |     |     |     |     |
| OAK Racing                | Ligier JS P2             | Nissan VK45DE 4.5L V8      | D      | 35  | Jean-Marc Merlin         | X   | X   | X   |     |     |     |     |     |
| OAK Racing                | Ligier JS P2             | Nissan VK45DE 4.5L V8      | D      | 35  | Jacques Nicolet          | X   | X   | X   |     |     |     |     |     |
| SMP Racing                | BR01                     | Nissan VK45DE 4.5L V8      | M      | 27  | David Markozov           |     |     | X   |     |     |     |     |     |
| SMP Racing                | BR01                     | Nissan VK45DE 4.5L V8      | M      | 27  | Maurizio Mediani         |     |     | X   |     |     |     |     |     |
| SMP Racing                | BR01                     | Nissan VK45DE 4.5L V8      | M      | 27  | Nicolas Minassian        |     |     | X   |     |     |     |     |     |
| SMP Racing                | BR01                     | Nissan VK45DE 4.5L V8      | M      | 37  | Michail Aljoschin        |     |     | X   |     |     |     |     |     |
| SMP Racing                | BR01                     | Nissan VK45DE 4.5L V8      | M      | 37  | Anton Ladygin            |     |     | X   |     |     |     |     |     |
| SMP Racing                | BR01                     | Nissan VK45DE 4.5L V8      | M      | 37  | Kirill Ladygin           |     |     | X   |     |     |     |     |     |
| AF Racing                 | BR01                     | Nissan VK45DE 4.5L V8      | D      | 44  | Michail Aljoschin        |     |     |     |     |     |     |     | X   |
| AF Racing                 | BR01                     | Nissan VK45DE 4.5L V8      | D      | 44  | David Markozov           |     |     |     |     |     |     |     | X   |
| AF Racing                 | BR01                     | Nissan VK45DE 4.5L V8      | D      | 44  | Nicolas Minassian        |     |     |     |     |     |     |     | X   |
| Pegasus Racing            | Morgan                   | Nissan VK45DE 4.5L V8      | D      | 29  | Alex Brundle             |     |     |     |     |     |     | X   |     |
| Pegasus Racing            | Morgan                   | Nissan VK45DE 4.5L V8      | D      | 29  | David Cheng              |     |     | X   |     |     |     | X   |     |
| Pegasus Racing            | Morgan                   | Nissan VK45DE 4.5L V8      | D      | 29  | Léo Roussel              |     |     | X   |     |     |     |     |     |
| Pegasus Racing            | Morgan                   | Nissan VK45DE 4.5L V8      | D      | 29  | Ho-Pin Tung              |     |     | X   |     |     |     | X   |     |
| Extreme Speed Motorsports | HPD ARX 03b Ligier JS P2 | Honda HR28TT 2.8L Turbo V6 | D      | 30  | Ryan Dalziel             | X   | X   | X   | X   | X   | X   | X   | X   |
| Extreme Speed Motorsports | HPD ARX 03b Ligier JS P2 | Honda HR28TT 2.8L Turbo V6 | D      | 30  | David Heinemeier Hansson | X   | X   | X   | X   | X   | X   | X   | X   |
| Extreme Speed Motorsports | HPD ARX 03b Ligier JS P2 | Honda HR28TT 2.8L Turbo V6 | D      | 30  | Scott Sharp              | X   | X   | X   | X   | X   | X   | X   | X   |
| Extreme Speed Motorsports | HPD ARX 03b Ligier JS P2 | Honda HR28TT 2.8L Turbo V6 | D      | 31  | David Brabham            | X   |     |     |     |     |     |     |     |
| Extreme Speed Motorsports | HPD ARX 03b Ligier JS P2 | Honda HR28TT 2.8L Turbo V6 | D      | 31  | Ed Brown                 | X   | X   | X   | X   | X   | X   | X   | X   |
| Extreme Speed Motorsports | HPD ARX 03b Ligier JS P2 | Honda HR28TT 2.8L Turbo V6 | D      | 31  | Jon Fogarty              | X   | X   | X   | X   | X   | X   | X   | X   |
| Extreme Speed Motorsports | HPD ARX 03b Ligier JS P2 | Honda HR28TT 2.8L Turbo V6 | D      | 31  | Johannes van Overbeek    |     | X   | X   | X   | X   | X   | X   | X   |
| Signatech Alpine          | Alpine A450b             | Nissan VK45DE 4.5L V8      | D      | 36  | Vincent Capillaire       | X   | X   | X   | X   | X   | X   |     |     |
| Signatech Alpine          | Alpine A450b             | Nissan VK45DE 4.5L V8      | D      | 36  | Paul-Loup Chatin         | X   | X   | X   | X   | X   | X   | X   | X   |
| Signatech Alpine          | Alpine A450b             | Nissan VK45DE 4.5L V8      | D      | 36  | Tom Dillmann             |     |     |     |     |     |     | X   | X   |
| Signatech Alpine          | Alpine A450b             | Nissan VK45DE 4.5L V8      | D      | 36  | Nelson Panciatici        | X   | X   | X   | X   | X   | X   | X   | X   |
| Jota Sport                | Gibson 015S              | Nissan VK45DE 4.5L V8      | D      | 38  | Simon Dolan              |     | X   | X   |     |     |     |     |     |
| Jota Sport                | Gibson 015S              | Nissan VK45DE 4.5L V8      | D      | 38  | Mitch Evans              |     | X   | X   |     |     |     |     |     |
| Jota Sport                | Gibson 015S              | Nissan VK45DE 4.5L V8      | D      | 38  | Harry Tincknell          |     | X   |     |     |     |     |     |     |
| Jota Sport                | Gibson 015S              | Nissan VK45DE 4.5L V8      | D      | 38  | Oliver Turvey            |     |     | X   |     |     |     |     |     |
| Krohn Racing              | Ligier JS P2             | Judd HK 3.6L V8            | M      | 40  | João Barbosa             |     |     | X   |     |     |     |     |     |
| Krohn Racing              | Ligier JS P2             | Judd HK 3.6L V8            | M      | 40  | Niclas Jönsson           |     |     | X   |     |     |     |     |     |
| Krohn Racing              | Ligier JS P2             | Judd HK 3.6L V8            | M      | 40  | Tracy Krohn              |     |     | X   |     |     |     |     |     |
| Greaves Motorsport        | Gibson 015S              | Nissan VK45DE 4.5L V8      | D      | 41  | Gary Hirsch              |     |     | X   |     |     |     |     |     |
| Greaves Motorsport        | Gibson 015S              | Nissan VK45DE 4.5L V8      | D      | 41  | Jon Lancaster            |     |     | X   |     |     |     |     |     |
| Greaves Motorsport        | Gibson 015S              | Nissan VK45DE 4.5L V8      | D      | 41  | Gaëtan Paletou           |     |     | X   |     |     |     |     |     |
| Strakka Racing            | Strakka-Dome S103        | Nissan VK45DE 4.5L V8      | M      | 42  | Jonny Kane               | X   | X   | X   | X   | X   | X   | X   | X   |
| Strakka Racing            | Strakka-Dome S103        | Nissan VK45DE 4.5L V8      | M      | 42  | Nick Leventis            | X   | X   | X   | X   | X   | X   | X   | X   |
| Strakka Racing            | Strakka-Dome S103        | Nissan VK45DE 4.5L V8      | M      | 42  | Danny Watts              | X   | X   | X   | X   | X   | X   | X   | X   |
| Team SARD Morand          | Morgan Evo               | SARD 3.6L V8               | D      | 43  | Zoël Amberg              |     | X   | X   |     |     |     |     |     |
| Team SARD Morand          | Morgan Evo               | SARD 3.6L V8               | D      | 43  | Christopher Cumming      |     |     |     |     |     | X   | X   | X   |
| Team SARD Morand          | Morgan Evo               | SARD 3.6L V8               | D      | 43  | Archie Hamilton          |     |     |     | X   | X   |     |     |     |
| Team SARD Morand          | Morgan Evo               | SARD 3.6L V8               | D      | 43  | Pierre Ragues            |     | X   | X   | X   | X   | X   | X   | X   |
| Team SARD Morand          | Morgan Evo               | SARD 3.6L V8               | D      | 43  | Oliver Webb              |     | X   | X   | X   | X   | X   | X   | X   |
| Ibanez Racing             | Oreca 03R                | Nissan VK45DE 4.5L V8      | D      | 45  | Ivan Bellarosa           |     |     | X   |     |     |     |     |     |
| Ibanez Racing             | Oreca 03R                | Nissan VK45DE 4.5L V8      | D      | 45  | José Ibanez              |     |     | X   |     |     |     |     |     |
| Ibanez Racing             | Oreca 03R                | Nissan VK45DE 4.5L V8      | D      | 45  | Pierre Perret            |     |     | X   |     |     |     |     |     |
| Thiriet by TDS Racing     | Oreca 05                 | Nissan VK45DE 4.5L V8      | D      | 46  | Ludovic Badey            |     |     | X   |     |     |     |     |     |
| Thiriet by TDS Racing     | Oreca 05                 | Nissan VK45DE 4.5L V8      | D      | 46  | Tristan Gommendy         |     |     | X   |     |     |     |     |     |
| Thiriet by TDS Racing     | Oreca 05                 | Nissan VK45DE 4.5L V8      | D      | 46  | Pierre Thiriet           |     |     | X   |     |     |     |     |     |
| KCMG                      | Oreca 05                 | Nissan VK45DE 4.5L V8      | D      | 47  | Richard Bradley          | X   | X   | X   | X   | X   | X   | X   | X   |
| KCMG                      | Oreca 05                 | Nissan VK45DE 4.5L V8      | D      | 47  | Matthew Howson           | X   | X   | X   | X   | X   | X   | X   | X   |
| KCMG                      | Oreca 05                 | Nissan VK45DE 4.5L V8      | D      | 47  | Nicolas Lapierre         |     | X   | X   |     | X   |     |     |     |
| KCMG                      | Oreca 05                 | Nissan VK45DE 4.5L V8      | D      | 47  | Nick Tandy               | X   |     |     | X   |     | X   | X   | X   |
| Murphy Prototypes         | Oreca 03R                | Nissan VK45DE 4.5L V8      | D      | 48  | Nathanaël Berthon        |     |     | X   |     |     |     |     |     |
| Murphy Prototypes         | Oreca 03R                | Nissan VK45DE 4.5L V8      | D      | 48  | Karun Chandhok           |     |     | X   |     |     |     |     |     |
| Murphy Prototypes         | Oreca 03R                | Nissan VK45DE 4.5L V8      | D      | 48  | Mark Patterson           |     |     | X   |     |     |     |     |     |

### LMGTE Pro
| Team                   | Fahrzeug                | Reifen | Nr. | Fahrer               | SIL | SPA | LMS | NÜR | AME | FUJ | SHA | BRN |
| ---------------------- | ----------------------- | ------ | --- | -------------------- | --- | --- | --- | --- | --- | --- | --- | --- |
| AF Corse               | Ferrari F458 Italia     | M      | 51  | Gianmaria Bruni      | X   | X   | X   | X   | X   | X   | X   | X   |
| AF Corse               | Ferrari F458 Italia     | M      | 51  | Giancarlo Fisichella |     |     | X   |     |     |     |     |     |
| AF Corse               | Ferrari F458 Italia     | M      | 51  | Toni Vilander        | X   | X   | X   | X   | X   | X   | X   | X   |
| AF Corse               | Ferrari F458 Italia     | M      | 71  | Olivier Beretta      |     |     | X   |     |     |     |     |     |
| AF Corse               | Ferrari F458 Italia     | M      | 71  | James Calado         | X   | X   | X   | X   | X   | X   | X   | X   |
| AF Corse               | Ferrari F458 Italia     | M      | 71  | Davide Rigon         | X   | X   | X   | X   | X   | X   | X   | X   |
| Corvette Racing - GM   | Chevrolet Corvette C7R  | M      | 63  | Ryan Briscoe         |     |     | X   |     |     |     |     |     |
| Corvette Racing - GM   | Chevrolet Corvette C7R  | M      | 63  | Antonio García       |     |     | X   |     |     |     |     |     |
| Corvette Racing - GM   | Chevrolet Corvette C7R  | M      | 63  | Jan Magnussen        |     |     | X   |     |     |     |     |     |
| Corvette Racing - GM   | Chevrolet Corvette C7R  | M      | 64  | Oliver Gavin         |     |     | X   |     |     |     |     |     |
| Corvette Racing - GM   | Chevrolet Corvette C7R  | M      | 64  | Tommy Milner         |     |     | X   |     |     |     |     |     |
| Corvette Racing - GM   | Chevrolet Corvette C7R  | M      | 64  | Jordan Taylor        |     |     | X   |     |     |     |     |     |
| Porsche Team Manthey   | Porsche 911 RSR         | M      | 91  | Jörg Bergmeister     |     |     | X   |     |     |     |     |     |
| Porsche Team Manthey   | Porsche 911 RSR         | M      | 91  | Michael Christensen  | X   |     | X   | X   | X   | X   | X   | X   |
| Porsche Team Manthey   | Porsche 911 RSR         | M      | 91  | Kévin Estre          |     | X   |     |     |     |     |     |     |
| Porsche Team Manthey   | Porsche 911 RSR         | M      | 91  | Richard Lietz        | X   |     | X   | X   | X   | X   | X   | X   |
| Porsche Team Manthey   | Porsche 911 RSR         | M      | 91  | Sven Müller          |     | X   |     |     |     |     |     |     |
| Porsche Team Manthey   | Porsche 911 RSR         | M      | 92  | Wolf Henzler         |     |     | X   |     |     |     |     |     |
| Porsche Team Manthey   | Porsche 911 RSR         | M      | 92  | Richard Lietz        |     | X   |     |     |     |     |     |     |
| Porsche Team Manthey   | Porsche 911 RSR         | M      | 92  | Frédéric Makowiecki  | X   | X   | X   | X   | X   | X   | X   | X   |
| Porsche Team Manthey   | Porsche 911 RSR         | M      | 92  | Patrick Pilet        | X   |     | X   | X   | X   | X   | X   | X   |
| Aston Martin Racing    | Aston Martin Vantage V8 | M      | 95  | Christoffer Nygaard  | X   | X   | X   | X   | X   | X   |     | X   |
| Aston Martin Racing    | Aston Martin Vantage V8 | M      | 95  | Marco Sørensen       | X   | X   | X   | X   | X   | X   |     | X   |
| Aston Martin Racing    | Aston Martin Vantage V8 | M      | 95  | Nicki Thiim          | X   |     | X   |     |     |     |     | X   |
| Aston Martin Racing    | Aston Martin Vantage V8 | M      | 97  | Jonathan Adam        |     |     |     | X   | X   | X   | X   | X   |
| Aston Martin Racing    | Aston Martin Vantage V8 | M      | 97  | Rob Bell             |     | X   | X   |     |     |     |     |     |
| Aston Martin Racing    | Aston Martin Vantage V8 | M      | 97  | Stefan Mücke         | X   | X   | X   | X   |     |     |     |     |
| Aston Martin Racing    | Aston Martin Vantage V8 | M      | 97  | Darren Turner        | X   | X   | X   | X   | X   | X   | X   | X   |
| Aston Martin Racing V8 | Aston Martin Vantage V8 | M      | 99  | Alex MacDowall       | X   | X   | X   | X   | X   | X   | X   | X   |
| Aston Martin Racing V8 | Aston Martin Vantage V8 | M      | 99  | Stefan Mücke         |     |     |     |     |     | X   |     |     |
| Aston Martin Racing V8 | Aston Martin Vantage V8 | M      | 99  | Fernando Rees        | X   | X   | X   | X   | X   | X   | X   | X   |
| Aston Martin Racing V8 | Aston Martin Vantage V8 | M      | 99  | Richie Stanaway      | X   | X   | X   | X   | X   |     | X   | X   |

### LMGTE Am
| Team                      | Fahrzeug                  | Reifen | Nr. | Fahrer                    | SIL | SPA | LMS | NÜR | AME | FUJ | SHA | BRN |
| ------------------------- | ------------------------- | ------ | --- | ------------------------- | --- | --- | --- | --- | --- | --- | --- | --- |
| Larbre Competition        | Chevrolet Corvette C7     | M      | 50  | Kristian Poulsen          | X   | X   | X   | X   | X   |     |     | X   |
| Larbre Competition        | Chevrolet Corvette C7     | M      | 50  | Gianluca Roda             | X   | X   | X   | X   | X   | X   | X   | X   |
| Larbre Competition        | Chevrolet Corvette C7     | M      | 50  | Paolo Ruberti             | X   | X   | X   | X   | X   | X   | X   | X   |
| Larbre Competition        | Chevrolet Corvette C7     | M      | 50  | Nicolai Sylvest           |     |     |     |     |     | X   | X   |     |
| Riley Motorsports-Ti Auto | SRT Viper GTS-R           | M      | 53  | Jeroen Bleekemolen        |     |     | X   |     |     |     |     |     |
| Riley Motorsports-Ti Auto | SRT Viper GTS-R           | M      | 53  | Ben Keating               |     |     | X   |     |     |     |     |     |
| Riley Motorsports-Ti Auto | SRT Viper GTS-R           | M      | 53  | Marc Miller               |     |     | X   |     |     |     |     |     |
| AF Corse                  | Ferrari F458 Italia       | M      | 55  | Duncan Russel Cameron     |     | X   | X   |     |     |     |     |     |
| AF Corse                  | Ferrari F458 Italia       | M      | 55  | Matt Griffin              |     | X   | X   |     |     |     |     |     |
| AF Corse                  | Ferrari F458 Italia       | M      | 55  | Alex Mortimer             |     | X   | X   |     |     |     |     |     |
| AF Corse                  | Ferrari F458 Italia       | M      | 61  | Matteo Cressoni           |     |     | X   |     |     |     |     |     |
| AF Corse                  | Ferrari F458 Italia       | M      | 61  | Raffaele Giammaria        |     |     | X   |     |     |     |     |     |
| AF Corse                  | Ferrari F458 Italia       | M      | 61  | Peter Ashley Mann         |     |     | X   |     |     |     |     |     |
| AF Corse                  | Ferrari F458 Italia       | M      | 83  | Rui Águas                 | X   | X   | X   | X   | X   | X   | X   |     |
| AF Corse                  | Ferrari F458 Italia       | M      | 83  | Matteo Cressoni           |     |     |     |     |     |     |     | X   |
| AF Corse                  | Ferrari F458 Italia       | M      | 83  | Emmanuel Collard          | X   | X   | X   | X   | X   | X   | X   | X   |
| AF Corse                  | Ferrari F458 Italia       | M      | 83  | François Perrodo          | X   | X   | X   | X   | X   | X   | X   | X   |
| Scuderia Corse            | Ferrari F458 Italia       | M      | 62  | Townsend Bell             |     |     | X   |     |     |     |     |     |
| Scuderia Corse            | Ferrari F458 Italia       | M      | 62  | Jeffrey Segal             |     |     | X   |     |     |     |     |     |
| Scuderia Corse            | Ferrari F458 Italia       | M      | 62  | Bill Sweedler             |     |     | X   |     |     |     |     |     |
| JMW Motorsport            | Ferrari F458 Italia       | D      | 66  | Abdulaziz Turki Al Faisal |     |     | X   |     |     |     |     |     |
| JMW Motorsport            | Ferrari F458 Italia       | D      | 66  | Michael Avenatti          |     |     | X   |     |     |     |     |     |
| JMW Motorsport            | Ferrari F458 Italia       | D      | 66  | Jakub Giermaziak          |     |     | X   |     |     |     |     |     |
| Team AAI                  | Porsche 911 GT3 RSR (997) | M      | 67  | Jun-San Chen              |     |     | X   |     |     |     |     |     |
| Team AAI                  | Porsche 911 GT3 RSR (997) | M      | 67  | Alex Kapadia              |     |     | X   |     |     |     |     |     |
| Team AAI                  | Porsche 911 GT3 RSR (997) | M      | 67  | Xavier Maassen            |     |     | X   |     |     |     |     |     |
| Team AAI                  | Porsche 911 RSR           | M      | 68  | Morris Chen               |     |     | X   |     |     |     |     |     |
| Team AAI                  | Porsche 911 RSR           | M      | 68  | Mike Parisy               |     |     | X   |     |     |     |     |     |
| Team AAI                  | Porsche 911 RSR           | M      | 68  | Gilles Vannelet           |     |     | X   |     |     |     |     |     |
| SMP Racing                | Ferrari F458 Italia       | M      | 72  | Aleksey Basov             | X   | X   | X   | X   | X   | X   | X   | X   |
| SMP Racing                | Ferrari F458 Italia       | M      | 72  | Andrea Bertolini          | X   | X   | X   | X   | X   | X   | X   | X   |
| SMP Racing                | Ferrari F458 Italia       | M      | 72  | Victor Shaitar            | X   | X   | X   | X   | X   | X   | X   | X   |
| Dempsey-Proton Racing     | Porsche 911 RSR           | M      | 77  | Patrick Dempsey           | X   | X   | X   | X   | X   | X   | X   |     |
| Dempsey-Proton Racing     | Porsche 911 RSR           | M      | 77  | Patrick Long              | X   | X   | X   | X   | X   | X   | X   | X   |
| Dempsey-Proton Racing     | Porsche 911 RSR           | M      | 77  | Christian Ried            |     |     |     |     |     |     |     | X   |
| Dempsey-Proton Racing     | Porsche 911 RSR           | M      | 77  | Marco Seefried            | X   | X   | X   | X   | X   | X   | X   | X   |
| Abu Dhabi-Proton Racing   | Porsche 911 RSR           | M      | 88  | Khaled Al Qubaisi         | X   | X   | X   | X   | X   | X   | X   | X   |
| Abu Dhabi-Proton Racing   | Porsche 911 RSR           | M      | 88  | Klaus Bachler             | X   | X   | X   |     |     |     | X   | X   |
| Abu Dhabi-Proton Racing   | Porsche 911 RSR           | M      | 88  | Earl Bamber               |     |     |     | X   | X   | X   |     |     |
| Abu Dhabi-Proton Racing   | Porsche 911 RSR           | M      | 88  | Marco Mapelli             |     |     |     |     |     |     |     | X   |
| Abu Dhabi-Proton Racing   | Porsche 911 RSR           | M      | 88  | Christian Ried            | X   | X   | X   | X   | X   | X   | X   |     |
| Aston Martin Racing       | Aston Martin Vantage V8   | M      | 96  | Francesco Castellacci     | X   | X   | X   | X   | X   | X   | X   | X   |
| Aston Martin Racing       | Aston Martin Vantage V8   | M      | 96  | Roald Goethe              | X   | X   | X   | X   |     |     |     | X   |
| Aston Martin Racing       | Aston Martin Vantage V8   | M      | 96  | Liam Griffin              |     |     |     |     |     | X   | X   |     |
| Aston Martin Racing       | Aston Martin Vantage V8   | M      | 96  | Stuart Hall               | X   | X   | X   | X   | X   | X   | X   | X   |
| Aston Martin Racing       | Aston Martin Vantage V8   | M      | 96  | Benny Simonsen            |     |     |     |     | X   |     |     |     |
| Aston Martin Racing       | Aston Martin Vantage V8   | M      | 98  | Paul Dalla Lana           | X   | X   | X   | X   | X   | X   | X   | X   |
| Aston Martin Racing       | Aston Martin Vantage V8   | M      | 98  | Pedro Lamy                | X   | X   | X   | X   | X   | X   | X   | X   |
| Aston Martin Racing       | Aston Martin Vantage V8   | M      | 98  | Mathias Lauda             | X   | X   | X   | X   | X   | X   | X   | X   |

## Rennkalender
Der Rennkalender der FIA-Langstreckenweltmeisterschaft beinhaltete erneut acht Rennen. Das 6-Stunden-Rennen von São Paulo wurde durch das 6-Stunden-Rennen auf dem Nürburgring ersetzt. Damit fand erstmals ein Rennen in Deutschland statt.
| Nr. | Datum         | Rennname / Ort                                             | Sieger LMP1                                   | Sieger LMP2                                     | Sieger LM GTE Pro                            | Sieger LM GTE Am                             |
| --- | ------------- | ---------------------------------------------------------- | --------------------------------------------- | ----------------------------------------------- | -------------------------------------------- | -------------------------------------------- |
| 1   | 12. April     | 6-Stunden-Rennen von Silverstone (Silverstone)             | Audi Sport Team Joest                         | G-Drive Racing                                  | AF Corse                                     | Aston Martin Racing                          |
| 1   | 12. April     | 6-Stunden-Rennen von Silverstone (Silverstone)             | Marcel Fässler André Lotterer Benoît Tréluyer | Sam Bird Julien Canal Roman Russinow            | Gianmaria Bruni Toni Vilander                | Paul Dalla Lana Pedro Lamy Mathias Lauda     |
| 2   | 02. Mai       | 6-Stunden-Rennen von Spa-Francorchamps (Spa-Francorchamps) | Audi Sport Team Joest                         | G-Drive Racing                                  | Aston Martin Racing                          | Aston Martin Racing                          |
| 2   | 02. Mai       | 6-Stunden-Rennen von Spa-Francorchamps (Spa-Francorchamps) | Marcel Fässler André Lotterer Benoît Tréluyer | Pipo Derani Ricardo González Gustavo Yacamán    | Alex MacDowall Fernando Rees Richie Stanaway | Paul Dalla Lana Pedro Lamy Mathias Lauda     |
| 3   | 13.–14. Juni  | 24-Stunden-Rennen von Le Mans (Le Mans)                    | Porsche Team                                  | KCMG                                            | AF Corse                                     | SMP Racing                                   |
| 3   | 13.–14. Juni  | 24-Stunden-Rennen von Le Mans (Le Mans)                    | Earl Bamber Nico Hülkenberg Nick Tandy        | Richard Bradley Matthew Howson Nicolas Lapierre | Olivier Beretta James Calado Davide Rigon    | Alexey Basov Andrea Bertolini Victor Shaitar |
| 4   | 30. August    | 6-Stunden-Rennen auf dem Nürburgring (Nürburg)             | Porsche Team                                  | KCMG                                            | Porsche Team Manthey                         | SMP Racing                                   |
| 4   | 30. August    | 6-Stunden-Rennen auf dem Nürburgring (Nürburg)             | Timo Bernhard Brendon Hartley Mark Webber     | Richard Bradley Matthew Howson Nick Tandy       | Michael Christensen Richard Lietz            | Alexey Basov Andrea Bertolini Victor Shaitar |
| 5   | 19. September | 6-Stunden-Rennen von Austin (Austin)                       | Porsche Team                                  | G-Drive Racing                                  | Porsche Team Manthey                         | SMP Racing                                   |
| 5   | 19. September | 6-Stunden-Rennen von Austin (Austin)                       | Timo Bernhard Brendon Hartley Mark Webber     | Sam Bird Julien Canal Roman Russinow            | Michael Christensen Richard Lietz            | Alexey Basov Andrea Bertolini Victor Shaitar |
| 6   | 11. Oktober   | 6-Stunden-Rennen von Fuji (Fuji)                           | Porsche Team                                  | G-Drive Racing                                  | AF Corse                                     | Dempsey-Proton Racing                        |
| 6   | 11. Oktober   | 6-Stunden-Rennen von Fuji (Fuji)                           | Timo Bernhard Brendon Hartley Mark Webber     | Sam Bird Julien Canal Roman Russinow            | Gianmaria Bruni Toni Vilander                | Patrick Dempsey Patrick Long Marco Seefried  |
| 7   | 1. November   | 6-Stunden-Rennen von Shanghai (Shanghai)                   | Porsche Team                                  | Signatech Alpine                                | Porsche Team Manthey                         | AF Corse                                     |
| 7   | 1. November   | 6-Stunden-Rennen von Shanghai (Shanghai)                   | Timo Bernhard Brendon Hartley Mark Webber     | Paul-Loup Chatin Tom Dillmann Nelson Panciatici | Michael Christensen Richard Lietz            | Rui Águas Emmanuel Collard François Perrodo  |
| 8   | 21. November  | 6-Stunden-Rennen von Bahrain (as-Sachir)                   | Porsche Team                                  | G-Drive Racing                                  | Porsche Team Manthey                         | Aston Martin Racing                          |
| 8   | 21. November  | 6-Stunden-Rennen von Bahrain (as-Sachir)                   | Romain Dumas Neel Jani Marc Lieb              | Sam Bird Julien Canal Roman Russinow            | Frédéric Makowiecki Patrick Pilet            | Paul Dalla Lana Pedro Lamy Mathias Lauda     |

## Wertungen

### Fahrerweltmeisterschaft
Für die Fahrerweltmeisterschaft (World Endurance Drivers' Championship) waren alle Piloten in einem Le-Mans-Prototyp wertungsberechtigt. Die Punkte wurden nach dem folgenden System vergeben. Zusätzlich gab es einen Bonuspunkt für die Fahrer, die in der LMP-Klasse auf der Pole-Position standen. Alle Fahrzeuge, die gewertet wurden, erhielten 0,5 Punkte. Beim Saisonhöhepunkt, dem 24-Stunden-Rennen von Le Mans, wurden doppelte Punkte vergeben.
| Punkteverteilung | Punkteverteilung | Punkteverteilung | Punkteverteilung | Punkteverteilung | Punkteverteilung | Punkteverteilung | Punkteverteilung | Punkteverteilung | Punkteverteilung | Punkteverteilung | Punkteverteilung |
| ---------------- | ---------------- | ---------------- | ---------------- | ---------------- | ---------------- | ---------------- | ---------------- | ---------------- | ---------------- | ---------------- | ---------------- |
| Platz            | 1                | 2                | 3                | 4                | 5                | 6                | 7                | 8                | 9                | 10               | C                |
| Punkte           | 25               | 18               | 15               | 12               | 10               | 8                | 6                | 4                | 2                | 1                | 0,5              |

| Pos.        | Fahrer                                    | SIL | SPA | LMS | NÜR | AUS | FUJ | SHA | BRN | Punkte |
| ----------- | ----------------------------------------- | --- | --- | --- | --- | --- | --- | --- | --- | ------ |
| 01          | T. Bernhard B. Hartley M. Webber          | DNF | 3   | 2   | 1   | 1   | 1   | 1   | 5   | 166,0  |
| 02          | M. Fässler A. Lotterer B. Tréluyer        | 1   | 1   | 3   | 3   | 2   | 3   | 3   | 2   | 161,0  |
| 03          | R. Dumas N. Jani M. Lieb                  | 2   | 2   | 5   | 2   | 12  | 2   | 2   | 1   | 138,5  |
| 04          | L. Duval L. di Grassi O. Jarvis           | 5   | 7   | 4   | 4   | 3   | 4   | 4   | 6   | 99,0   |
| 05          | S. Buemi A. Davidson                      | 3   | 8   | 8   | 5   | 4   | 5   | 6   | 4   | 79,0   |
| 06          | M. Conway S. Sarrazin A. Wurz             | 4   | 5   | 6   | 6   | DNF | 6   | 5   | 3   | 79,0   |
| 07          | K. Nakajima                               | 3   | WD  | 8   | 5   | 4   | 5   | 6   | 4   | 75,0   |
| 08          | N. Tandy                                  | 19  | 6   | 1   | 7   |     | DNF | 11  | 8   | 70,5   |
| 09          | E. Bamber N. Hülkenberg                   |     | 6   | 1   |     |     |     |     |     | 58,0   |
| 10          | S. Bird J. Canal R. Russinow              | 6   | 31  | 11  | 8   | 5   | 9   | 10  | 7   | 33,5   |
| 11          | R. Bradley M. Howson                      | 19  | 12  | 9   | 7   | 6   | DNF | 11  | 8   | 25,0   |
| 12          | F. Albuquerque M. Bonanomi R. Rast        |     | 4   | 7   |     |     |     |     |     | 24,0   |
| 13          | P. Derani R. González G. Yacamán          | 7   | 10  | 12  | 9   | 7   | 11  | DNF | 9   | 19,5   |
| 14          | M. Beche N. Prost                         |     |     | 23  | 22  | 29  | 7   | 7   | 14  | 14,5   |
| 15          | P. Kaffer                                 |     |     | DSQ | 18  | 8   | 8   | 8   | 12  | 13,0   |
| 15          | S. Trummer                                | DNF | DNF | DSQ | 18  | 8   | 8   | 8   | 12  | 13,0   |
| 16          | N. Lapierre                               |     | 12  | 9   |     | 6   |     |     |     | 12,5   |
| 17          | J. Kane N. Leventis D. Watts              | 8   | 14  | DNF | 13  | 13  | 18  | 26  | 15  | 7,0    |
| 18          | P. Chatin N. Panciatici                   | DNF | 13  | DNF | 11  | 11  | 10  | 9   | 10  | 5,5    |
| 19          | R. Dalziel D. Heinemeier Hansson S. Sharp | DSQ | 30  | 28  | 12  | 9   | 12  | DNF | 17  | 5,0    |
| 20          | P. Ragues O. Webb                         |     | 11  | DNF | 10  | 10  | 14  | 12  | 16  | 4,5    |
| 21          | E. Brown J. Fogarty                       | 24  | 23  | 15  | 14  | DNF | 25  | 20  | 20  | 4,0    |
| 22          | J. van Overbeek                           |     | 23  | 15  | 14  | DNF | 25  | 20  | 20  | 3,5    |
| 23          | T. Dillmann                               |     |     |     |     |     |     | 9   | 10  | 3,0    |
| 24          | E. Maris J. Merlin J. Nicolet             | 22  | 15  | 29  |     |     |     |     |     | 2,5    |
| 25          | A. Imperatori D. Kraihamer                |     |     | 18  | DNF | 28  | 30  | DNF | 11  | 2,5    |
| 26          | V. Capillaire                             | DNF | 13  | DNF | 11  | 11  | 10  |     |     | 2,5    |
| 27          | A. Hamilton                               |     |     |     | 10  | 10  |     |     |     | 2,0    |
| 28          | D. Abt                                    |     |     | 18  | DNF | 28  | 30  |     |     | 2,0    |
| 29          | N. Heidfeld                               |     |     | 23  | 22  | 29  |     |     | INJ | 2,0    |
| 30          | C. Cumming                                |     |     | DNF |     |     | 14  | 12  | 16  | 1,5    |
| 31          | Z. Amberg                                 |     | 11  | DNF | INJ | INJ | INJ | INJ | INJ | 1,0    |
| 32          | M. Tuscher                                |     |     |     |     |     |     | DNF | 11  | 0,5    |
| 33          | D. Brabham                                | 24  |     |     |     |     |     |     |     | 0,5    |
| 34          | H. Tincknell                              |     | 9   | DNF |     |     |     |     |     | 0,0    |
| 34          | C. Klien V. Liuzzi                        | DNF | DNF |     |     |     |     |     |     | 0,0    |
| 34          | A. Buncombe M. Krumm                      |     |     | DNF |     |     |     |     |     | 0,0    |
| 34          | K. Estre L. Vanthoor                      |     |     | DNF |     |     |     |     |     | 0,0    |
| 34          | M. Chilton J. Mardenborough O. Pla        |     |     | DNF |     |     |     |     |     | 0,0    |
| 34          | T. Matsuda L. Ordoñez M. Schulschizki     |     |     | DNF |     |     |     |     |     | 0,0    |
| 34          | T. Monteiro                               |     |     | DSQ |     |     |     |     |     | 0,0    |
| Gaststarter |                                           |     |     |     |     |     |     |     |     |        |
| –           | S. Dolan M. Evans                         |     | 9   | 10  |     |     |     |     |     | –      |
| –           | O. Turvey                                 |     |     | 10  |     |     |     |     |     | –      |
| –           | D. Markozov N. Minassian                  |     |     | 14  |     |     |     |     | 13  | –      |
| –           | M. Aljoschin                              |     |     | 33  |     |     |     |     | 13  | –      |
| –           | N. Berthon K. Chandhok M. Patterson       |     |     | 13  |     |     |     |     |     | –      |
| –           | M. Mediani                                |     |     | 14  |     |     |     |     |     | –      |
| –           | I. Bellarosa J. Ibanez P. Perret          |     |     | 16  |     |     |     |     |     | –      |
| –           | D. Cheng H. Tung                          |     |     | 19  |     |     |     | 20  |     | –      |
| –           | L. Roussel                                |     |     | 19  |     |     |     |     |     | –      |
| –           | A. Brundle                                |     |     |     |     |     |     | 20  |     | –      |
| –           | J. Barbosa N. Jönsson T. Krohn            |     |     | 32  |     |     |     |     |     | –      |
| –           | A. Ladygin K. Ladygin                     |     |     | 33  |     |     |     |     |     | –      |
| –           | L. Badey T. Gommendy P. Thiriet           |     |     | DNF |     |     |     |     |     | –      |
| –           | G. Hirsch J. Lancaster G. Paletou         |     |     | DNF |     |     |     |     |     | –      |
| Pos.        | Fahrer                                    | SIL | SPA | LMS | NÜR | AUS | FUJ | SHA | BRN | Punkte |

| Farbe    | Bedeutung                                             |
| -------- | ----------------------------------------------------- |
| Gold     | Sieger                                                |
| Silber   | 2. Platz                                              |
| Bronze   | 3. Platz                                              |
| Grün     | Klassifiziert innerhalb der Top 10                    |
| Hellblau | Klassifiziert innerhalb der Punkteränge (ab Platz 11) |
| Blau     | Klassifiziert außerhalb der Punkteränge               |
| Violett  | Rennen nicht beendet (DNF)                            |
| Violett  | nicht klassifiziert (NC)                              |
| Rot      | nicht qualifiziert (DNQ)                              |
| Schwarz  | disqualifiziert (DSQ)                                 |
| Weiß     | nicht am Start (DNS)                                  |
| Weiß     | zurückgezogen (WD)                                    |
| Weiß     | Rennen abgesagt (C)                                   |
| Blanko   | nicht teilgenommen                                    |
| Blanko   | gemeldet, aber nicht teilgenommen (DNP)               |
| Blanko   | verletzt oder krank (INJ)                             |
| Blanko   | ausgeschlossen (EX)                                   |

### Weltcup der GT-Fahrer
Für den Weltcup der GT-Fahrer (World Endurance Cup for GT Drivers) sind alle Piloten in einem Gran Turismo wertungsberechtigt. Die Punkte werden nach dem folgenden System vergeben. Zusätzlich gibt es einen Bonuspunkt für die Fahrer, die in der GT-Klasse auf der Pole-Position stehen. Alle Fahrzeuge, die gewertet wurden, erhalten 0,50 Punkte. Beim Saisonhöhepunkt, dem 24-Stunden-Rennen von Le Mans, werden doppelte Punkte vergeben.
| Punkteverteilung | Punkteverteilung | Punkteverteilung | Punkteverteilung | Punkteverteilung | Punkteverteilung | Punkteverteilung | Punkteverteilung | Punkteverteilung | Punkteverteilung | Punkteverteilung | Punkteverteilung |
| ---------------- | ---------------- | ---------------- | ---------------- | ---------------- | ---------------- | ---------------- | ---------------- | ---------------- | ---------------- | ---------------- | ---------------- |
| Platz            | 1                | 2                | 3                | 4                | 5                | 6                | 7                | 8                | 9                | 10               | C                |
| Punkte           | 25               | 18               | 15               | 12               | 10               | 8                | 6                | 4                | 2                | 1                | 0,50             |

| Pos.        | Fahrer                                 | SIL | SPA | LMS | NÜR | AUS | FUJ | SHA | BRN | Punkte |
| ----------- | -------------------------------------- | --- | --- | --- | --- | --- | --- | --- | --- | ------ |
| 01          | R. Lietz                               | 10  | 17  | 30  | 15  | 14  | 17  | 14  | 23  | 145,0  |
| 02          | G. Bruni T. Vilander                   | 9   | 19  | 25  | 30  | 20  | 13  | 15  | 19  | 131,5  |
| 03          | M. Christensen                         | 10  |     | 30  | 15  | 14  | 17  | 14  | 23  | 127,0  |
| 04          | J. Calado D. Rigon                     | 11  | 22  | 21  | 17  | 16  | 16  | 17  | 24  | 123,0  |
| 05          | F. Makowiecki                          | 15  | 17  | DNF | 16  | 15  | 15  | 16  | 18  | 118,0  |
| 06          | P. Pilet                               | 15  |     | DNF | 16  | 15  | 15  | 16  | 18  | 100,0  |
| 07          | A. MacDowall F. Rees                   | 14  | 16  | 34  | 20  | 17  | 21  | 18  | 25  | 84,0   |
| 08          | C. Nygaard M. Sørensen                 | 12  | 21  | 27  | 19  | 18  | 19  |     | 22  | 81,0   |
| 09          | R. Stanaway                            | 14  | 16  | 34  | 20  | 17  |     | 18  | 25  | 78,0   |
| 10          | D. Turner                              | 13  | 20  | DNF | 21  | 19  | 20  | 19  | 21  | 67,0   |
| 11          | A. Basov A. Bertolini V. Shaitar       | 18  | 26  | 20  | 23  | 21  | 28  | 23  | 30  | 65,0   |
| 12          | J. Adam                                |     |     |     | 21  | 19  | 20  | 19  | 21  | 47,0   |
| 13          | N. Thiim                               | 12  |     | 27  |     |     |     |     | 22  | 41,0   |
| 14          | P. Long M. Seefried                    | 23  | 28  | 22  | 26  | 24  | 22  | 24  | 28  | 38,5   |
| 15          | P. Dempsey                             | 23  | 28  | 22  | 26  | 24  | 22  | 24  |     | 37,5   |
| 16          | O. Beretta                             |     |     | 21  |     |     |     |     |     | 36,0   |
| 17          | E. Collard F. Perrodo                  | 17  | 25  | 26  | 25  | 23  | 24  | 21  | 29  | 34,5   |
| 18          | S. Mücke                               | 13  | 20  | DNF | 21  |     | 21  |     |     | 34,0   |
| 19          | R. Águas                               | 17  | 25  | 26  | 25  | 23  | 24  | 21  |     | 34,0   |
| 20          | G. Fisichella                          |     |     | 25  |     |     |     |     |     | 24,0   |
| 21          | P. Dalla Lana P. Lamy M. Lauda         | 16  | 24  | DNF | 24  | 25  | 23  | 22  | 26  | 22,5   |
| 22          | K. Estre S. Müller                     |     | 18  |     |     |     |     |     |     | 15,0   |
| 23          | J. Bergmeister                         |     |     | 30  |     |     |     |     |     | 12,0   |
| 24          | R. Bell                                |     | 20  | DNF |     |     |     |     |     | 10,0   |
| 25          | M. Cressoni                            |     |     | 31  |     |     |     |     | 29  | 8,5    |
| 26          | R. Giammaria P. Mann                   |     |     | 31  |     |     |     |     |     | 8,0    |
| 27          | K. Al Quabaisi                         | 21  | 27  | DNF | 28  | 22  | 27  | 28  | 27  | 6,5    |
| 28          | C. Ried                                | 21  | 27  | DNF | 28  | 22  | 27  | 28  | 28  | 5,5    |
| 29          | K. Bachler                             | 21  | 27  | DNF |     |     |     | 28  | 27  | 3,5    |
| 30          | F. Castellacci S. Hall                 | 20  | 29  | DNF | 29  | 26  | 29  | 27  | 32  | 3,5    |
| 31          | E. Bamber                              |     |     |     | 28  | 22  | 27  |     |     | 3,0    |
| 32          | G. Roda P. Ruberti                     | 25  | DNF | DNF | 27  | 27  | 26  | 25  | 31  | 3,0    |
| 33          | M. Mapelli                             |     |     |     |     |     |     |     | 27  | 2,0    |
| 34          | R. Goethe                              | 20  | 29  | DNF | 29  |     |     |     | 32  | 2,0    |
| 35          | K. Poulsen                             | 25  | DNF | DNF | 27  | 27  |     |     | 31  | 2,0    |
| 36          | N. Sylvest                             |     |     |     |     |     | 26  | 25  |     | 1,0    |
| 37          | L. Griffin                             |     |     |     |     |     | 29  | 27  |     | 1,0    |
| 38          | B. Simonsen                            |     |     |     |     | 26  |     |     |     | 0,5    |
| 39          | W. Henzler                             |     |     | DNF |     |     |     |     |     | 0,0    |
| 39          | D. Cameron M. Griffin A. Mortimer      |     | DNF | DNF |     |     |     |     |     | 0,0    |
| Gaststarter |                                        |     |     |     |     |     |     |     |     |        |
| –           | O. Gavin T. Milner J. Taylor           |     |     | 17  |     |     |     |     |     | –      |
| –           | T. Bell J. Segal W. Sweedler           |     |     | 24  |     |     |     |     |     | –      |
| –           | M. Chen M. Parisy G. Vannelet          |     |     | 35  |     |     |     |     |     | –      |
| –           | A. Al Faisal M. Avenatti J. Giermaziak |     |     | 36  |     |     |     |     |     | –      |
| –           | J. Chen A. Kapadia X. Maassen          |     |     | 37  |     |     |     |     |     | –      |
| –           | J. Bleekemolen B. Keating M. Miller    |     |     | DNF |     |     |     |     |     | –      |
| –           | R. Briscoe A. García J. Magnussen      |     |     | DNS |     |     |     |     |     | –      |
| Pos.        | Fahrer                                 | SIL | SPA | LMS | NÜR | AUS | FUJ | SHA | BRN | Punkte |

| Farbe    | Bedeutung                                             |
| -------- | ----------------------------------------------------- |
| Gold     | Sieger                                                |
| Silber   | 2. Platz                                              |
| Bronze   | 3. Platz                                              |
| Grün     | Klassifiziert innerhalb der Top 10                    |
| Hellblau | Klassifiziert innerhalb der Punkteränge (ab Platz 11) |
| Blau     | Klassifiziert außerhalb der Punkteränge               |
| Violett  | Rennen nicht beendet (DNF)                            |
| Violett  | nicht klassifiziert (NC)                              |
| Rot      | nicht qualifiziert (DNQ)                              |
| Schwarz  | disqualifiziert (DSQ)                                 |
| Weiß     | nicht am Start (DNS)                                  |
| Weiß     | zurückgezogen (WD)                                    |
| Weiß     | Rennen abgesagt (C)                                   |
| Blanko   | nicht teilgenommen                                    |
| Blanko   | gemeldet, aber nicht teilgenommen (DNP)               |
| Blanko   | verletzt oder krank (INJ)                             |
| Blanko   | ausgeschlossen (EX)                                   |